# Pseudoxyrhopus ambreensis
Espèce
Statut de conservation UICN

 NT  : Quasi menacé
Pseudoxyrhopus ambreensis est une espèce de serpents de la famille des Lamprophiidae. 

## Répartition
Cette espèce est endémique de Madagascar.

## Description
L'holotype de Pseudoxyrhopus ambreensis mesure 296 mm.

## Étymologie
Son nom d'espèce, composé de ambre et du suffixe latin -ensis, « qui vit dans, qui habite », lui a été donné en référence au lieu de sa découverte, la montagne d'Ambre, dans le nord de l'île.

## Publication originale
- Mocquard, 1895 : Sur une collection de reptiles recueillis à Madagascar par MM. Alluaud et Belly. Bulletin de la Société Philomathique de Paris, ser. 8, vol. 7, p. 112-136 (texte intégral).